# Флавий Агапит
Фла́вий Агапи́т (лат. Flavius Agapitus) — римский политик периода владычества отсготов в Италии при Теодорихе Великом.
Агапит был родом из Лигурии, поступил на службу к Теодириху Великому около 502/503 года. Стал vir inlustris и городским префектом Рима (508—509?). Получил сан патриция (patricius) в 509/511 году. В 510 году Теодорих избрал его главой посольства к императору в Константинополе. В 517 году Агапит стал консулом на Западе совместно с Сабинианом в Византии.
В 525 году, совместно с консулом того года Флавием Феодором, Флавием Инпортуном Юниором и папой римским Иоанном I, отправился в Равенну на помощь Теодориху и был избран послом в Константинополь к Юстину I. После возвращения в Равенну был схвачен вместе с другими и посажен в заключение в мае 526 года. После этого сведения о нём отсутствуют.